# Oswaldo Escobar Velado
Oswaldo Escobar Velado (Santa Ana; 11 de septiembre de 1919 - San Salvador; 15 de julio de 1961) fue un poeta y abogado salvadoreño. 
Sus padres fueron Don Simón Escobar Vides y María Velado de Escobar, logró el grado de Bachiller en el Externado San José de San Salvador; y el de Doctor en Jurisprudencia y Ciencias Sociales de la Universidad de El Salvador. Colaboró en la radio YSP y en El Diario de Hoy. 
Desplegó una intensa actividad política e intelectual en contra de los totalitarismos de la época, hecho que le valió ser exiliado  en Costa Rica y Guatemala en el año 1944 y 1945. Su trabajo es de corriente social, y además formó parte del llamado Grupo Seis. 
Velado ejerció una gran influencia en los poetas salvadoreños de los años 1950. Según Matilde Elena López: 

...tuvo la exacta sensibilidad para el canto social  y la imaginación creadora para convertirlo en poesía.

De adulto fue alcohólico siendo encarcelado en varias ocasiones.[cita requerida]
Murió a consecuencia de un cáncer en la lengua tras intervenciones quirúrgicas en Estados Unidos.

## Obra
- Poemas con los ojos abiertos, poesía, Guayaquil, 1943.

- 10 sonetos para mil y más obreros, poesía, San Salvador,  1950.

- Árbol de lucha y esperanza, poesía, San Salvador, 1951.

- Volcán en el tiempo, poesía, San Salvador, 1955.
- Regalo para el niño
- Patria Exacta